# 星际之门计划
星际之门计划（英文：The Stargate Project）是美国一家人工智能 (AI) 合资企业，由OpenAI 、软银、甲骨文和投资公司 MGX 联合创立。该合资公司计划到2029年在美国的人工智能基础设施上投资高达5000 亿美元。这一计划于2022年启动，并在2025年1月21日由美国总统唐纳德·川普正式宣布。该公司在美国特拉华州注册成立，名称为Stargate LLC。软银首席执行官孙正义被任命为公司董事长。
它以1994年的电影《星际之门》命名，影片中的星际之门是通往其他世界的门户。由于规模庞大，该计划被拿来与曼哈顿计划相比。   

## 历史
2025年1月21日，美国总统川普在白宫新闻发布会上正式宣布了这一合资企业。OpenAI的萨姆·奥尔特曼、甲骨文的拉里·埃里森以及软银的孙正义共同出席了发布会。 
川普称该项目为“史上规模最大的人工智能基础设施计划”，并表示将通过紧急宣言加速其开发，尤其是在能源基础设施领域。 
拉里·埃里森表示，“星际之门”计划有望利用人工智能开发抗癌mRNA 疫苗，这些疫苗可以通过机器人设计，或者借助人工智能在“48小时内”完成研发。 
该项目启动时投资额为1000亿美元，计划到2029年增加至5000亿美元。然而，OpenAI竞争对手xAI首席执行官伊隆·马斯克声称该合资企业资金不足以实现其承诺的投资规模。对此，萨姆·奥尔特曼予以否认。Arm首席执行官雷内·哈斯（Rene Haas）表示，该项目的资金支持“相当雄厚”。据《The Information》报道，软银和OpenAI分别承诺投资190亿美元，并将各自持有合资公司40%的股权，而甲骨文和MGX将分别出资70亿美元，其余资金来源于有限合伙人和债务融资。据英国《金融时报》报道，该项目正在建设的基础设施将专属于OpenAI。
项目宣布的同时，微软与OpenAI签署了一项新协议，该协议赋予微软优先购买未来OpenAI云计算容量的权利，同时允许OpenAI在微软放弃优先权的情况下选择其他云服务提供商。 
“星际之门”一词可追溯至2024年，当时OpenAI与微软联合开发了一台价值1000亿美元的人工智能超级计算机。 

## 结构
该公司目前正在德克萨斯州阿比林建设10个数据中心，  并计划扩展至更多州。川普表示将通过行政命令支持该公司基础设施建设。新公司预计将在美国创造逾10万个就业岗位。奥尔特曼表示，软银将承担该合资公司的“财务责任”，而OpenAI将负责“运营责任”。Arm 、微软、Nvidia、Oracle和OpenAI为初始关键技术合作伙伴。 